# José Ignacio Helguero
José Ignacio Helguero (San Miguel de Tucumán, b. 9 de mayo de 1798-íd, 6 de marzo de 1853) fue un militar argentino que alcanzó el grado de coronel, participando en las guerras civiles de este país, siendo comandante general de armas de la provincia de Tucumán y gobernador delegado de la misma en 1826.

## Biografía
Fue hijo de Josefa Aráoz Núñez de Herrera y de Francisco Borja Helguero Rodríguez.
Tuvo varios parientes de destacada actuación: Josefa Aráoz era hermana del Pbro. Pedro Miguel Aráoz, firmante del Acta de la Independencia, y de Andrea Aráoz, madre de Gregorio Aráoz de Lamadrid. Además, José I. Helguero era primo hermano de Dolores Helguero, madre de Manuela, la hija natural de Manuel Belgrano.
Contrajo enlace el 6 de enero de 1817 en Burruyacu con su prima hermana Petronila Zelarayán Aráoz (también prima hermana de Lamadrid y sobrina carnal del general Gerónimo Zelarayán). Nacieron dos hijos de este matrimonio: Felipe y Margarita.
El 1.º de julio de 1820 fue nombrado teniente 1.º del ejército de la República Federal del Tucumán por el coronel Bernabé Aráoz. El 30 de julio de 1821 fue ascendido a sargento mayor de las milicias del Curato de Burruyacu, en premio a su desempeño en la batalla del Rincón de Marlopa.
Fue herido el 8 de enero de 1822, acompañando a Zelarayán para derrocar al gobernador Abraham González.
El 4 de septiembre de 1823 el gobernador Diego Aráoz lo designó coronel efectivo de las milicias regladas de su provincia, con funciones de comandante del Departamento de Burruyacu. El gobernador Nicolás Laguna lo nombró el 22 de diciembre de 1823, mayor general de la provincia, cargo que desempeñó hasta el 18 de marzo de 1825, en que le fue aceptada la renuncia.
Cuando el general Lamadrid se apoderó del gobierno de Tucumán, el 27 de noviembre de 1825, designó al día siguiente, a su primo hermano, el coronel Helguero, comandante general de Armas de la provincia. Poco después, Lamadrid envió a Helguero a Buenos Aires, con cerca, de 300 hombres, qué era el contingente tucumano para el Ejército Nacional, que iba a luchar contra los brasileños. Al invadir Facundo Quiroga Tucumán, Lamadrid lo enfrentó en la batalla del Tala, el 27 de octubre de 1826, en la cual, el coronel Helguero mandó la izquierda de la línea tucumana. Lamadrid fue completamente derrotado y quedó gravemente herido, debiendo abandonar la ciudad de Tucumán el 6 de noviembre, para poner en seguridad su persona, haciéndolo en compañía del Dr. Berdía, encargando al coronel Helguero del mando militar y político, en carácter de delegado, el cual designó como secretario interino a D. Francisco Mota. Al aproximarse Quiroga, Helguero se retiró a la posta de Tapia, 8 leguas al Norte de la Capital, con más de 800 hombres de caballería y cívicos, y también emigró casi todo el pueblo.
Restablecido en el ejercicio de sus funciones el general Lamadrid, Helguero continuó desempeñando la comandancia general de Armas hasta el 2 de marzo de 1827. En la segunda invasión de Quiroga a Tucumán, participó en la batalla del Rincón de Valladares, el 6 de julio de 1827, acción en la cual mandó la izquierda de los tucumanos, compuesta por el escuadrón N.º 15 y un grupo de milicianos. Luego de la derrota, cayó prisionero en Las Trancas. Esta derrota fue el derrumbe del poder de Lamadrid en Tucumán además de ser proscriptos todos sus partidarios.
Posteriormente fue edecán del general Lamadrid en su expedición a las provincias de Cuyo en 1841, y ante la derrota en Rodeo del Medio, emigró con su primo y alguna tropa, primero a Chile y luego a Bolivia. No tuvo actuación militar posterior, falleciendo en San Miguel de Tucumán en 1853. Tenía carácter jovial y alegraba los fogones de campaña con canciones, por lo que fue apodado el cantor de vidalitas.